# Orez

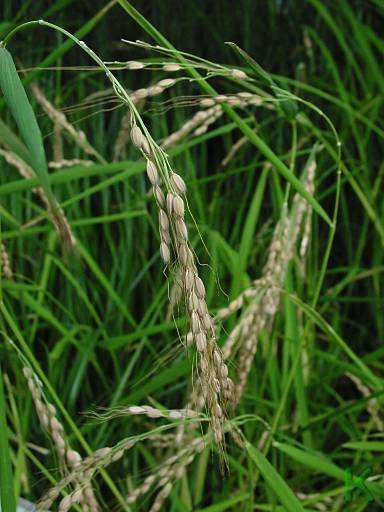
Spice de orez

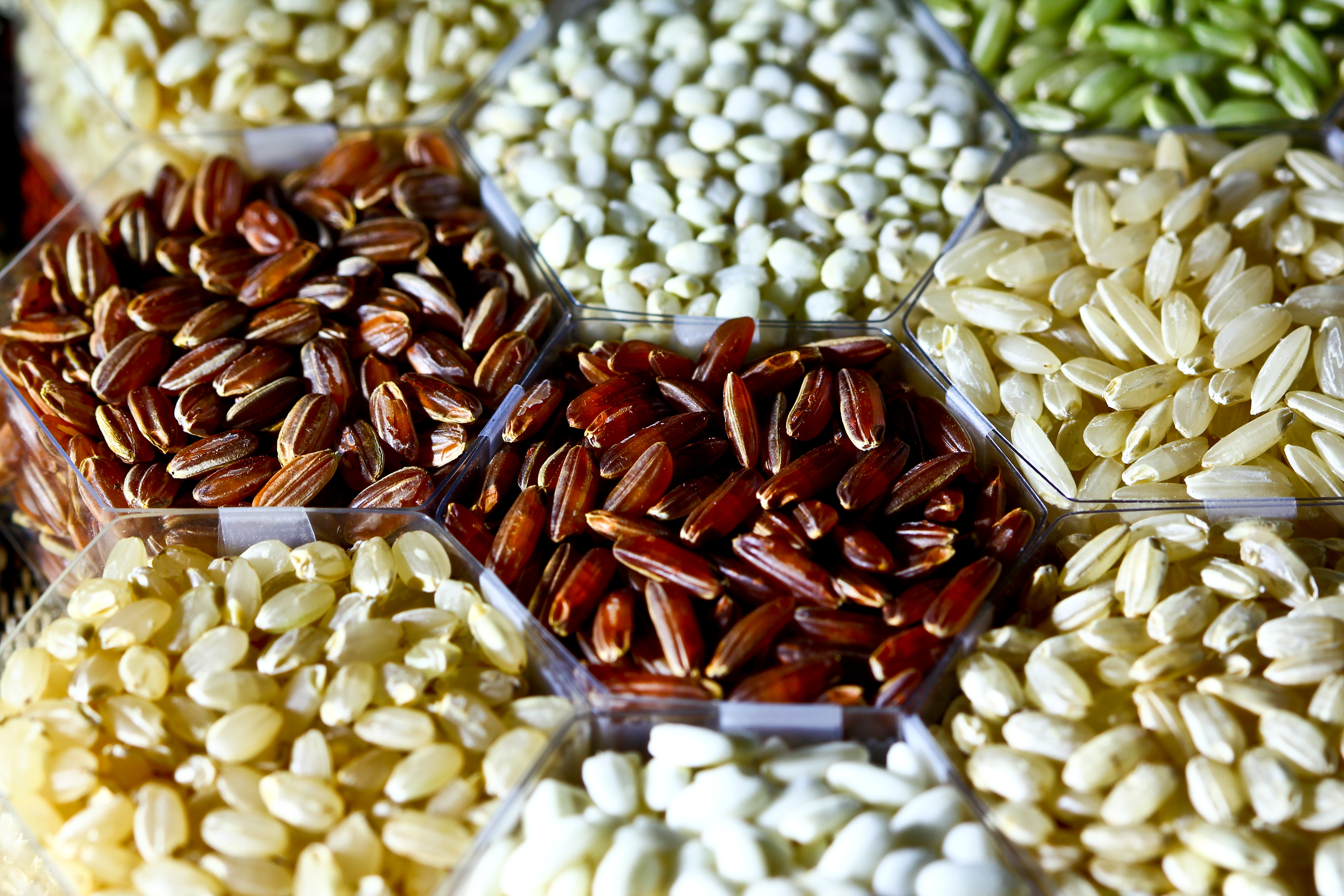
Diverse sortimente de orez

Orezul este o plantă din familia gramineelor, cu tulpina dreaptă, cu frunze liniare alungite și cu spice mici, cultivată în terenuri umede. Provine din Asia răsăriteană.

## Forme sălbatice și varietăți de orez
Orezul are două forme sălbatice: Oryza rufipogon (plantă anuală, orezul sălbatic clasic) și Oryza nivara (plantă perenă). Ambele se pot încrucișa împreună la fel și cu orezul cultivat, de aceea unii cercetători sunt de părere să fie tratate ca aceeași specie.
Orezul sălbatic este întâlnit numai în regiunile tropice și subtropice umede din Asia: Burma, Thailanda, Laos și sudul Chinei (Valea Yangtse), de asemenea în Coreea de Sud, orezul cu spicul lung sau scurt. Cultivarea orezului se poate aminti din perioada neolitică, se presupune că în Valea "Celui mai lung fluviu din Asia", Yangtse ( 6.300 km ), a fost cultivat și Oryza japonica.
- Varietățile mai importante de Oryza sativa sunt:
  - Oryza sativa var. japonica, orez cu bobul scurt
  - Oryza sativa var. javanica
  - Oryza sativa var. indica, orez cu bobul lung
  - Oryza glaberrima, orezul african
  - Oryza glutinosa, cultivat în China, Thailanda și Pakistan.

Așa numitul orez sălbatic, Zizánia aquática, nu aparține familiei Oryza.
Alte tipuri de orez care se găsesc în lume:
- orez basmati - este un orez originar din India;
- orez negru glutinos este orezul pe care îl întâlnim și sub denumirea de orez dulce sau orez lipicios;
- orez iasomie - este originar din Thailanda.